# Митропулос, Дин
Чарльз Дин Митро́пулос (греч. Ντιν Μητρόπουλος, англ. Charles Dean Metropoulos; род. 5 мая 1946, Триполис, Пелопоннес, Греция) — американский инвестор и бизнесмен греческого происхождения, миллиардер, председатель совета директоров и CEO инвестиционной фирмы «C. Dean Metropoulos & Co.» (Гринвич, Коннектикут), а также бывший владелец пивоваренной компании «Pabst Brewing». Согласно финансовому журналу «Forbes», чистые активы предпринимателя на октябрь 2016 года составляют 2,3 млрд долларов. Лауреат Почётной медали острова Эллис (2000).
Активный деятель греческой диаспоры. Член Ордена святого апостола Андрея (архонт лаосинактис Вселенского Патриархата, 2005), член-учредитель и президент независимой организации/специального благотворительного фонда «FAITH: An Endowment for Orthodoxy & Hellenism» и член благотворительного фонда «Leadership 100», предоставляющих финансовую поддержку структурам Греческой православной архиепископии Америки для продвижения греческого православия и эллинизма в США, член консультативного совета Национального греческого общества (National Hellenic Society), занимающегося сохранением греческого наследия, патрон Американо-греческого совета (Калифорния).

## Биография

### Ранние годы
В возрасте десяти лет вместе со своей семьёй иммигрировал в США, где они поселились в городе Уотертаун (Массачусетс).
Окончил Колледж Бэбсона со степенью бакалавра гуманитарных наук и магистра делового администрирования.
В возрасте 25 лет отправился в Женеву (Швейцария), где начал свою карьеру в качестве финансового директора компании «GTE International» (сегодня — «Verizon»), осуществляя контроль за операциями в Европе, на Среднем Востоке и в Африке, а через три года был повышен до старшего вице-президента по финансам. Позже вернулся в США как самый молодой контролер компании.
В 2014 году Американо-греческий совет (Калифорния) вручил Митропулосу награду «Аристион» за его вклад в развитие греческой общины США.
В 2017 году был введён в Зал славы предпринимательства (Академия выдающихся предпринимателей) Колледжа Бабсона.

## Личная жизнь
Супруга Дина Митропулоса, Мэрианн Митропулос, является президентом и принципалом кинопроизводственной компании «Aegean Entertainment, Inc.». Проживают в Палм-Бич (Флорида). Имеют сыновей Дарена и Эвана.
В середине 2016 года Дарен Митропулос приобрёл особняк основателя журнала «Playboy» Хью Хефнера.